# Новопавловка (Воловский район)
Новопавловка — деревня в Воловском районе Липецкой области России. Входит в состав Липовского сельсовета.

## География
Деревня находится в юго-западной части Липецкой области, в лесостепной зоне, в пределах восточных отрогов Среднерусской возвышенности, на правом берегу ручья Верхний Маловец, на расстоянии примерно 5 километров (по прямой) к востоку-юго-востоку (ESE) от села Волово, административного центра района. Климат умеренно континентальный с теплым летом и умеренно морозной зимой.
Часовой пояс
Деревня Новопавловка, как и вся Липецкая область, находится в часовой зоне МСК (московское время). Смещение применяемого времени относительно UTC составляет +3:00.

## Население
| 2010 | 2012 |
| ---- | ---- |
| 94   | ↗100 |

Гендерный состав
По данным Всероссийской переписи населения 2010 года в гендерной структуре населения мужчины составляли 47,9 %, женщины — соответственно 52,1 %.
Национальный состав
Согласно результатам переписи 2002 года, в национальной структуре населения русские составляли 100 % из 118 человек.

## Улицы
Уличная сеть деревни состоит из одной улицы (ул. Степная).